# Yosuke Miyaji
Yosuke Miyaji (宮路 洋輔 Miyaji Yosuke?, nacido el 12 de junio de 1987 en Miyazaki) es un futbolista japonés que se desempeñaba como defensa.

## Trayectoria

### Clubes
| Club           | País  | Año       |
| -------------- | ----- | --------- |
| Avispa Fukuoka | Japón | 201 - 201 |
| Honda Lock     | Japón | 201 - 201 |

## Estadística de carrera

### J. League
| Club           | Año   | J. League | J. League | Copa J. League | Copa J. League | Total | Total |
| Club           | Año   | Part.     | Goles     | Part.          | Goles          | Part. | Goles |
| -------------- | ----- | --------- | --------- | -------------- | -------------- | ----- | ----- |
| Avispa Fukuoka | 2010  | 17        | 0         | -              | -              | 17    | 0     |
| Avispa Fukuoka | 2011  | 3         | 0         | 0              | 0              | 3     | 0     |
| Avispa Fukuoka | 2012  | 2         | 0         | -              | -              | 2     | 0     |
| Total          | Total | 22        | 0         | 0              | 0              | 22    | 0     |